# Idiocera (Idiocera) alexanderiana
Idiocera (Idiocera) alexanderiana is een tweevleugelige uit de familie steltmuggen (Limoniidae). De soort komt voor in het Palearctisch gebied.